# Thanatus stripatus
Thanatus stripatus là một loài nhện trong họ Philodromidae.
Loài này thuộc chi Thanatus. Thanatus stripatus được Benoy Krishna Tikader miêu tả năm 1980.